# 有岡蔵人
有岡 蔵人（ありおか くらと、1991年10月17日 - ）は、日本の俳優。ロ・ロール所属。身長175cm、体重55kg。

## 出演

### テレビ
- HiGH&LOW〜THE STORY OF S.W.O.R.D.〜（2016年、日本テレビ）
- 坂上・美輪のニュースにダマされるな! 〜報じられない真実とは? タブーに切り込む!?（2016年10月2日、テレビ朝日系） - VTR犯人役

### 舞台
- 売春捜査官（2014年1月14日-2月9日:★☆北区AKT STAGEアトリエ/2014年2月12日-2月16日:北とぴあ　ペガサスホール、★☆北区AKT STAGE公演）[1][2]
- If I Were You〜こっちの身にもなってよ！〜（2014年8月9日-8月24日、加藤健一事務所公演）
- ハムレット（2014年11月19日-11月24日、カクシンハン公演）[3]
- カクシンハン版 オセローBlack Or White（2015年4月29日-5月4日、カクシンハン公演）[4][5]
- ディズマーダンス（2016年6月11日-6月12日、国際舞台芸術祭2016）[6]
- 北斎とかぶこう（2016年6月19日、国際舞台芸術祭2016）[7]
- オペラ『サロメ』（2016年、新国立劇場公演）
- オペラ『ワルキューレ』（2016年、新国立劇場公演）
- ロミオとジュリエット（2016年、新国立劇場バレエ団）
- オペラ『カルメン』（2017年、新国立劇場公演）

### CM
- Peugeot　体感試乗キャンペーン（2016年）
- DMM　CMアワード『世界に繋がる』編（2017年）

### その他
- Vシネマ　東京地下女子刑務所（2016年）